# Paulina Aguirre
Paulina Aguirre (sinh tại Calle) là một ca sĩ/nhạc sĩ người Ecuador, nhân đạo và là người chiến thắng giải Grammy Latin năm 2009. Paulina có 4 đề cử cho giải Grammy Latin
Vào năm 2007, Paulina đã phát hành album solo đầu tiên của mình có tựa đề "Soon de Fe" (Người phụ nữ đức tin), được sản xuất bởi (chồng cô) Pablo Aguirre. Album có các bản song ca với nghệ sĩ rap Latin, Gerardo trong "Nada Va a separarme"; cũng như Juan Carlos Rodriguez, (của Tercer Cielo) trong "Eres Mi Refugio". Bài hát nói trên đã được chọn là một phần của "Vive, Lo Mejor de La Música Cristiana", một album tổng hợp dưới phần nhạc của Manyo Fruto và được phân phối bởi Fonovisa/Universal Music Latin Entertainment. Soon de Fe cũng nhận được đề cử Grammy Latin cho Album Christian hay nhất.

## Sự nghiệp
Năm 2009, Paulina đã phát hành dự án thu âm thứ hai của mình mang tên "Esperando Tu Voz" (Chờ tiếng nói của bạn), được sản xuất bởi Pablo Aguirre. Album có một bản song ca với Armando Manzanero trong "Cuando me Vaya de Aquí" và tác phẩm âm nhạc này được kết hợp với sự kết hợp giữa Pop/Rock, Andean Music và dàn nhạc 40 khúc. Esperando Tu Voz đã nhận được giải Grammy Latin 2009 cho Album Christian hay nhất và 2009 [Premio Arpa]  Lưu trữ ngày 29 tháng 6 năm 2012 tại archive.today cho Bản song ca hay nhất cho "Cuando me Vaya de Aqui" (feat. Armando Manzanero).
Paulina Aguirre cũng là người sáng lập của Soon De Fe  (Người phụ nữ đức tin) một tổ chức trao quyền cho phụ nữ sáng tạo. Tổ chức phi lợi nhuận được thành lập vào năm 2011, tại Mỹ bởi Paulina và một nhóm phụ nữ thành đạt. Nhiệm vụ cốt lõi của Soon De Fe là trao quyền cho phụ nữ trong sự phát triển trí tuệ và tinh thần của họ, với các công cụ cần thiết cho sự tiến bộ cá nhân và chuyên nghiệp. Vào năm 2012, Paulina đã phát hành album solo "Rompe el Silencio" một thông điệp phi bạo lực dành cho phụ nữ, cũng được đề cử cho Grammy Latin vào năm 2012
Paulina đã nhận được một đề cử vào năm 2014 cho Bài hát khu vực hay nhất với Mariachi Divas cho Grammy Latin
Paulina hiện đang làm việc cho album thứ tư của cô ấy, dự án song ca nghiêng "FRAGIL", nơi cô ấy đã song ca với Taboo of the Black Eyed Peas, Vico C, Patricia Sosa, Barbara Munoz, và đồng sáng tác với Mario Domm của Camila, 4 ca sĩ nhạc sĩ từ đất nước của cô ấy
Gần đây đã được báo cáo bởi VidaEnElValle.com rằng Paulina Aguirre hiện đang làm việc với Taboo (Black Eyed Peas).

## Giải thưởng
Giải thưởng Grammy Latin 
- 2009: Esperando Tu Voz   - Album Christian hay nhất, Latin Grammy Nominee 2012, Latin Grammy Nominee 2007, Latin Grammy Nominee 2009, Latin Grammy Nominee 2014

Premios Arpa 
- 2009: Cuando me Vaya de Aquí - Feat. Armando Manzanero   - Mejor Canción en Earnación (Bản song ca/hợp tác hay nhất)